# 沢田知代
沢田 知代（さわだ ともよ、1969年4月2日 - ）は、岡山県岡山市出身の元サッカー選手。
ポジションは、GK。

## 来歴
幼少期は、ドッジボールやソフトボールをはじめ、屋外でできるスポーツは何でもやるほど、元気な女の子 だった。岡山市立吉備小学校 から、岡山市立吉備中学校 へと進み、倉敷中央高校 ではソフトボール部に所属 していた。その後、就実女子大学（現・就実大学）へ進学。サッカーは好きで、興味は持っていた が、たもたま、大学に女子サッカー部があり、「型にはまらず自分で判断してプレーする機会が多い」ことから入部 した。女子サッカー部では、山下立次から指導を受け、ゴールキーパーとして試合に出場 し、2年生からレギュラー となった。1991年度岡山県選手権では、優勝の原動力となり、チームの柱として活躍 した。1991年、大学を訪れた旭国際バニーズ（現・バニーズ京都SC）の、河本雅彦監督が入部を勧め、1992年、日本女子サッカーリーグ所属の同部に加入。加入後は、関西女子サッカーリーグ3位、兵庫県大会では優勝 の原動力となり活躍した。

## 人物
パントキックからの攻撃や、セービングなどが得意。

的確なキャッチングと、抜群のキック力が武器。

山下立次は、「相手選手の足元のボールに果敢に飛び込んでいくなど、並外れたガッツの持ち主」と評している。

## 所属クラブ
- 1988年 - 1991年 就実女子大学（現・就実大学）
- 1992年 - ?年 旭国際バニーズ（現・バニーズ京都SC）